# Peter Shaffer
Peter Levin Shaffer (Liverpool, 15 de maio de 1926 — Condado de Cork, 6 de junho de 2016) foi um dramaturgo e roteirista britânico.

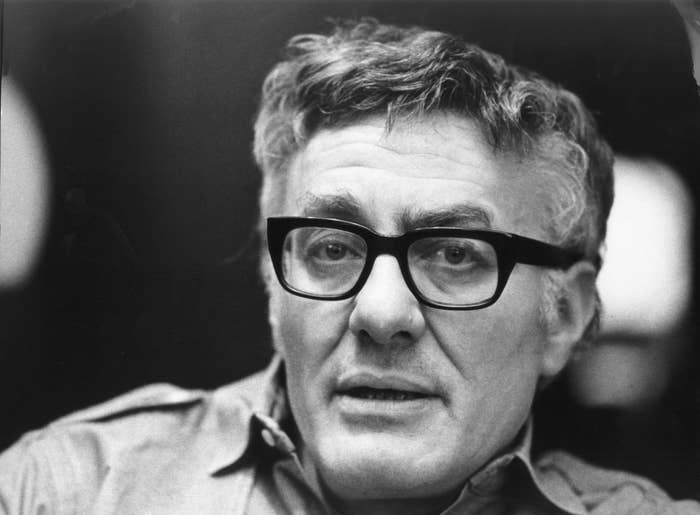
Peter Levin Shaffer, 1975

É autor de inúmeras peças teatrais, que receberam diversos prêmios, e muitas delas tornadas filmes.
Um de seus trabalhos de maior destaque foi a peça Equus, que conta a história de um rapaz, Alan Strang, em tratamento psiquiátrico. A peça foi levada às telas de cinema pelo cineasta Sidney Lumet, com roteiro do próprio Shaffer.
Peter Shaffer morreu em 6 de junho de 2016, aos 90 anos, em um hospital de Marymount, no condado de Cork, Irlanda.

## Obras selecionadas
- 1954 - The Salt Land - sua primeira peça, e que foi apresentada no canal de televisão BBC.
- 1957 - Balance of Terror
- 1957 - The Prodigal Father
- 1958 - Five Finger Exercise - adaptada para o cinema em 1965.
- 1962 - The Private Ear and The Public Eye
- 1963 - The Establishment
- 1963 - The Merry Roosters Panto
- 1964 - The Royal Hunt of the Sun - peça que trata da conquista do Peru pelos espanhóis e que foi transformada em filme em 1969.
- 1967 - Black Comedy / White Lies
- 1970 - The Battle of Shrivings
- 1973 - Equus - peça teatral baseada numa história real, e que ganhou o Prêmio Tony de melhor peça de teatro em 1975, além do prêmio concedido pelo New York Drama Critics Circle; foi levada às telas do cinema em 1977.
- 1979 - Amadeus - relato ficcional da relação entre os compositores Antonio Salieri e Wolfgang Amadeus Mozart, e que também recebeu o Prêmio Tony de melhor peça de teatro em 1981; em 1984 foi realizado o filme Amadeus, baseado na peça, e que ganhou oito Oscares, inclusive o de melhor filme.
- 1983 - Black Mischief
- 1985 - Yonadab
- 1987 - Lettice and Lovage
- 1987 - This Savage Parade
- 1990 - Whom Do I Have The Honour of Addressing?
- 1992 - The Gift of the Gorgon